# Original net animation
ONA (Original net animation) é uma sigla usada no Japão, para títulos de anime que são lançados diretamente pela Internet. É uma forma de animação relativamente nova para distribuição que não tem sido amplamente adotada, mas tem sido possível graças ao aumento da quantidade de internautas nos websites do Japão.
O nome espelha o OVA, um termo que tem sido usado na indústria de anime desde o início de 1980. Um número crescente de visualizar novos episódios de anime, foram liberados como ONA.